# 替代燃料
替代燃料（英語：alternative fuel） 也稱為非傳統燃料（英語：non-conventional fuel）和先進燃料（英語：advanced fuel），泛指任何不源自石油的燃料，包括非石油的化石燃料（如丙烷、天然氣、甲烷等）、合成燃料（如乙醇和丁醇等醇類燃料、生物燃气和廢棄物衍生燃料）、生物燃料（如生質柴油和藻类生质燃料）以及其它非碳基的可再生燃料（如氢燃料和氨）。
作为一类替代能源，替代燃料被用來取代交通運輸中具有高碳強度的汽油和柴油等传统石油能源，將有助於減少溫室氣體排放、减少對環境的污染并降低对石油工业的依赖。替代燃料也被證明可減少非碳排放，例如廢氣中的一氧化氮和二氧化氮，以及二氧化硫和其他有害氣體。如此對於採礦等行業尤其重要，因為可避免有毒氣體在工作地點積聚的問題。

## 官方定義

### 歐盟的
在歐盟，替代燃料由歐洲議會和歐盟理事會於2014年10月22日關於替代燃料基礎設施部署的第2014/94/EU號指令定義。
"替代燃料"指的是在運輸能源中至少部分替代石油來源的燃料或是動力源，且能有助於運輸部門脫碳並提高環境績效。這類燃料包括如：
- 電力、
- 氫氣、
- 根據2009/28/EC指令第2條第 (i) 點定義的生物燃料、
- 合成燃料和石蠟系燃料、
- 天然氣，包括氣態（壓縮天然氣（CNG））和液態（液化天然氣（LNG））的可再生天然氣，以及
- 液化石油氣（LPG）。

— 歐洲議會和歐盟理事會2014/94/EU號指令。

### 美國的
美國國家環境保護局（EPA）將替代燃料定義為：
替代燃料包括氫氣、天然氣和丙烷等氣體燃料，乙醇、甲醇、丁醇等醇類，植物油和廢棄物衍生油類和電力。這些燃料可用於單一燃料專用系統，或是與其他燃料（包括傳統汽油或柴油）混用系統，例如混合動力車輛或是彈性燃料車輛。
— EPA

### 加拿大的
加拿大於1996年制定的替代燃料法規 - SOR/96-453替代燃料法將替代燃料定義為：
依本法第二條第一項所定之"替代燃料"定義，下列物質，當用作機動車輛唯一的直接推進能源時，應視為替代燃料：
(a) 乙醇、
(b) 甲醇、
(c) 丙烷氣、
(d) 天然氣、
(e) 氫氣、
(f) 電力、
(g) 就本法第四條第一項和第五條第一項而言，任何含有至少50% (a) 至 (e) 點提及的燃料之一的混合燃料、和
(h) 就本法案第四條第二項和第五條第二項而言，任何含有 (a) 至 (e) 點提到的燃料之一的混合燃料。
— 替代燃料法規 (SOR/96-453)

### 中國的
中國規定純電動汽車必須符合當地生產的技術規範：使用壽命應超過10萬公里（62,000英里），完全充電時間應少於7小時。在30分鐘的充電時間內，必須可充到80%的電量。此外，純電動汽車的耗電量必須低於0.16千瓦時/公里。

## 生物燃料

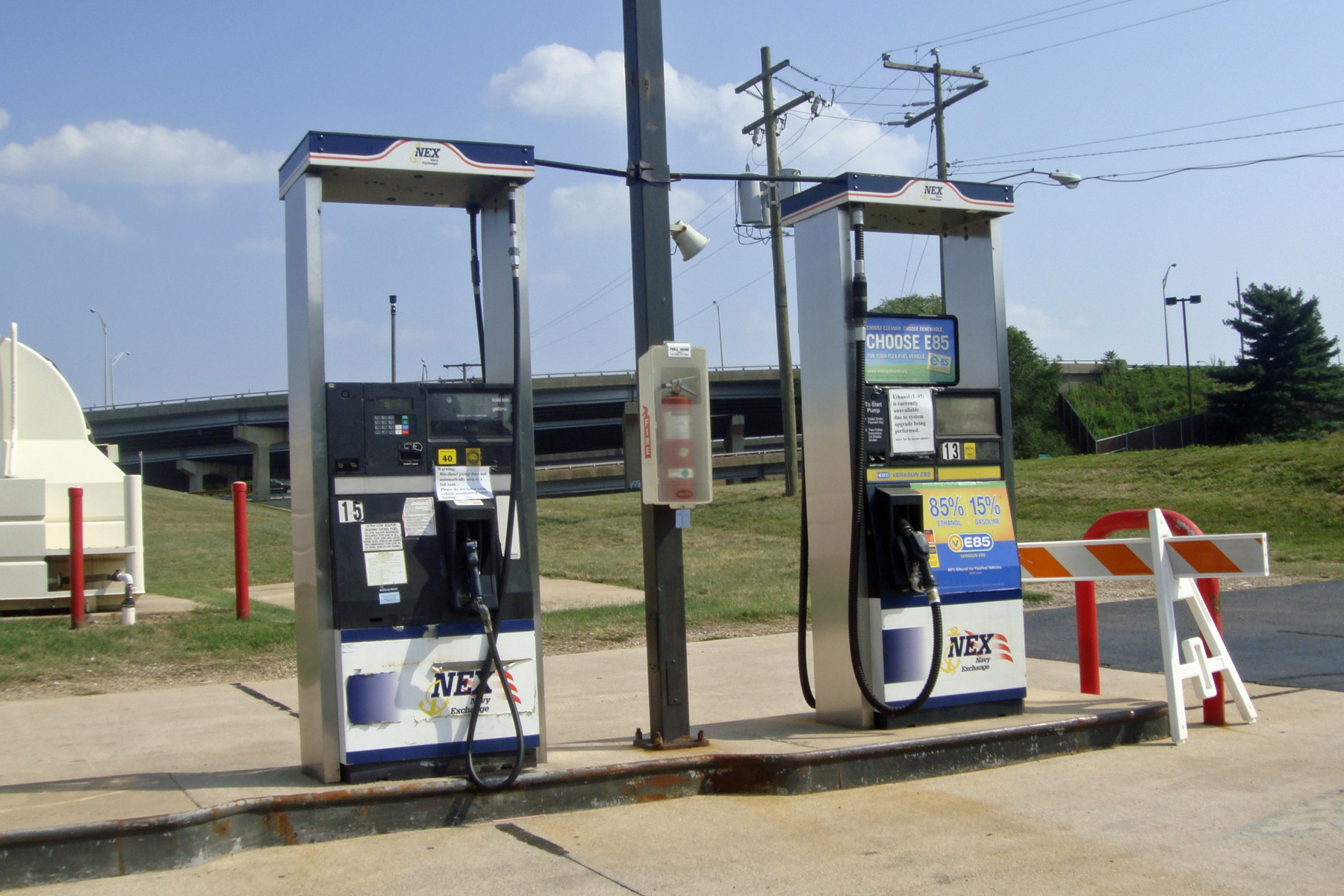
一間於美國維吉尼亞州阿靈頓的尋常加油站，有兩個加油機，左邊提供生物柴油（B20），右邊提供燃料乙醇（E85）。

生物燃料（biofuel）也被認為是再生來源。雖然再生能源主要用於發電，但人們通常認為某種形式的再生能源或一定比例的再生能源被用於製造替代燃料。為達此目的，需要有更合適的作物以提高其含油量，研究工作在進行中。按照目前類似作物的產量，將需用到大量的土地和淡水以生產足夠的油類，才有機會取代相當數量的化石燃料。

### 生物質
能源產業中的生物質（biomass）是指活的及最近死亡的生物材料，可用作燃料或是用於工業生產。這類材料在燃煤發電廠中很受歡迎，可將現有發電設備和基礎設施轉換使用再生能源發電。生物質通常指的是無法用於人用食品或是動物用飼料的植物或植物性材料，統稱為硝酸纖維素生物質。生物質可透過直接燃燒產生熱量，也可將其轉化為各種形式的生物燃料後再使用。

### 藻類燃料
媒體積極宣傳藻類生物燃料，認為其有望成為取代傳統石油燃料的最佳選擇。藻類每年每英畝可產出超過2,000加侖燃料。美國海軍曾成功測試過此種燃料。使用藻類製造塑膠，顯示可減少產生廢棄物，每磅藻類塑膠的成本預計將比傳統塑膠的價格便宜。

### 生質柴油

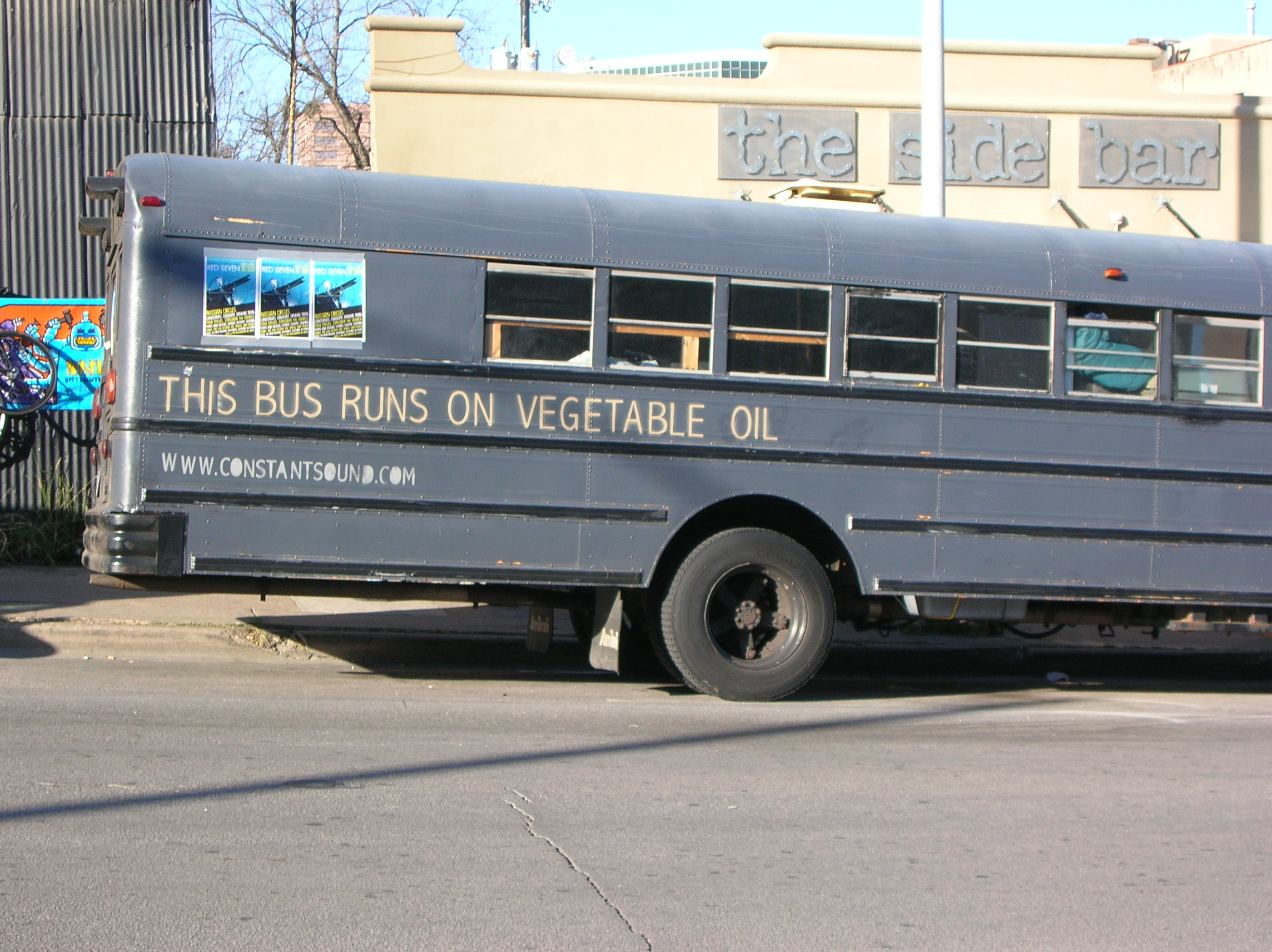
於德克薩斯州首府奧斯汀舉行的西南偏南藝術節上，一輛以植物油為燃料的巴士（2008年3月）。

生質柴油由動物脂肪或植物油製成，生產此種再生資源的植物有大豆、向日葵、玉米、橄欖、花生、油棕、椰、紅花、油菜籽、芝麻、棉籽等。一旦這些脂肪或油脂被萃取出來，再與甲醇等醇類混合，就成為生質柴油。這類產品既可與純柴油按不同比例混合，也可單獨使用。人們對混合比例的偏好不同，但因生質柴油能更乾淨及更有效率燃燒，比傳統柴油所釋放的污染物（一氧化碳、懸浮微粒和碳氫化合物）更少。即使有超低硫柴油 （LSD）出現，將普通柴油的硫含量降低，但生物柴油不含硫，仍較LSD對環境更加友善。

## 醇類燃料
甲醇和乙醇是方便儲存和運輸的燃料，可作內燃機的替代燃料使用。丁烷具有另一優勢：它是一種可利用現有的石油產品管道網絡輸送的燃料，而並非僅靠公路油罐車和鐵路運輸。

## 氨
氨（NH3）可作燃料使用。船舶使用氨作燃料的好處之一是減少溫室氣體排放。科學家們通過研究將氨轉化為氮氣和氫氣的過程，正在探索將氮還原技術應用於燃料電池和內燃機的可能性。
氨是最簡單的液態氫載體分子，不含碳，可利用再生能源生產。由於氨相對容易儲存和配送，因此很快就成為一種過渡燃料（以低碳燃料如氨或天然氣取代高碳的化石燃料（煤碳和石油），以在近期內減少二氧化碳排放。）。

## 乳化燃料
乳化燃料包括多種成分，混合成油包水乳液的形式，目的在提高燃燒性能。柴油也可與水乳化後作為燃料，將有助於提高引擎效率並減少廢氣排放。

## 碳中性和負碳燃料
碳中性燃料是由再生能源或核能生產的合成燃料，如甲烷、汽油、柴油或航空煤油，其生產過程為利用由發電廠煙道氣回收的二氧化碳或從海水中提取的碳酸進行氫化而來。 此類燃料不會導致大氣溫室氣體發生淨增加，而被認為具有碳中性功能。在取代化石燃料時，如果它們是由廢碳或海水碳酸生產，且其燃燒時包含有在煙囪或排氣管設置碳捕集與封存（CCS）流程處理，會產生負碳排放結果，即有從大氣中移除二氧化碳的作用。這種碳中性和負排放燃料可透過將水電解，產生氫氣，再經薩巴捷反應產生甲烷後加以儲存，稍後在發電廠作為合成天然氣燃燒，透過管道、卡車或油輪運送到別處，或是用於費托合成等氣體液化過程再生產傳統運輸或加熱用的燃料。
透過現有的天然氣管道來傳輸風能、水力和太陽能電力生產的碳中性燃料，將此類燃料作為分散式儲能載體，以最大限度降低風能和太陽能所具的間歇性問題（參見間歇性再生能源）。這種再生燃料可減少進口化石燃料，降低成本和依賴性問題，又無需對現有車隊進行電氣化或轉換使用氫氣或其他燃料，而達到節約改裝成本的效果。德國已建成一座250千瓦的合成甲烷工廠，目前正在擴大規模至10百萬瓦。德國汽車公司奧迪在韋爾特建造一座碳中性LNG工廠，這座工廠將生產運輸燃料，以抵消奧迪A3車型使用的液化天然氣碳排放，初始每年產能可減少2,800噸的大氣中二氧化碳。其他類似的商業開發案正在南卡羅來納州哥倫比亞、加利福尼亞州卡馬裡奧和英國達靈頓進行。
回收製成燃料的碳來源，最便宜的方式是由化石燃料燃燒產生的煙道氣中取得，成本約為每噸7.5美元。汽車廢氣捕獲也被認為可經濟達成，但需在汽車上進行大量的設計改變或改造。 由於海水中的碳酸與大氣中的二氧化碳會達成化學平衡，因此有人進行由海水中提取碳的研究工作，估計從海水中提取碳的成本約為每噸50美元。從環境空氣中捕獲碳的成本更高，每噸在600至1,000美元之間，且被認為想由此做燃料合成或進行碳截存並不切實際。
夜間風能產生的電力是製造合成燃料的最經濟途徑，因為通常電力負載在一天中最溫暖的白天午間時段會達到峰值，但夜間風力往往比白天稍大一些，而入夜後的風力發電價格往往比任何其他時段更為便宜。 於2009年，美國高風電滲透地區的電力價格平均為每度（千瓦時）1.64美分，但在一天中最便宜的六個小時內僅為0.71美分/度。通常白天的批發電價為2至5美分/度。商業合成燃料製造公司表示，當石油成本超過每桶55美元時，他們生產合成燃料的價格會低於石油燃料的。美國海軍於2010年發佈的研究報告估計，利用艦載核電從海水中取得氫氣和二氧化碳，生產合成航空煤油的成本約為每加侖6美元。雖然這大約是2010年石油燃料成本的兩倍，但如果趨勢持續下去，預計在不到五年的時間內將可大幅低於市場價格。此外，由於向航空母艦戰鬥群運送航空煤油的成本約為每加侖8美元，因此理論上透過艦上核能電力生產已便宜許多。然而美國民用核電比風電的價格為高。海軍估計使用100百萬瓦電力每天可生產41,000加侖燃料，表明改用陸上風力發電，生產成本將會低於每加侖1美元。

## 氫和甲酸
氫氣是一種不排放溫室氣體的燃料。氫氣燃燒後的副產品是水，但氫氣燃燒時會結合大氣中的氮氣而產生一些氮氧化物。
甲酸是一種潛在的燃料替代品。它的工作原理是先轉化為氫氣，然後將氫氣置入燃料電池中使用。甲酸較氫氣更易儲存。

## 氫氣/天然氣壓縮混合
氫氣/天然氣壓縮混合是天然氣加上4-9%氫氣（按能量計）的壓縮混合物。氫氣（H2）也可混合氧氣（O2）成為氫氧混合氣，以獲得更好的壓燃式引擎燃燒效果（運作原理與柴油引擎相同）。氫氧混合氣透過電解水獲得。

## 壓縮空氣
氣動馬達是一種使用壓縮空氣作為能源的活塞式引擎，不會產生溫室氣體排放。

## 丙烷汽車瓦斯
丙烷有多種來源，是高性能的清潔燃料。它有許多名稱，包括propane（丙烷）、LPG（液化丙烷）、LPA（液化丙烷汽車瓦斯）、汽車瓦斯等。丙烷是一種碳氫化合物，屬於天然氣家族。
丙烷作汽車燃料用途，具有許多汽油物理屬性，而能減少尾氣排放和生命週期整體排放。 丙烷是全球最主要的替代燃料，供應充足、儲存安全，而且成本效益高。
丙烷汽車氣與其他天然氣和石油產品一起在油井中生成，它也是精煉石油過程的副產品。

## 壓縮天然氣
壓縮天然氣（CNG）和液化天然氣（LNG）是傳統液體汽車燃料中兩種更乾淨的替代品。

### 壓縮天然氣燃料類型
使用CNG作燃料的汽車既可使用再生CNG，也可使用不可再生的CNG。
傳統CNG是一種化石燃料。隨著平行鑽探和水力壓裂等技術的成熟，原本難以開採的非常規天然氣得以大量開採，從而根本性改變全球天然氣的供應格局。
生物燃氣（屬於再生天然氣）是種以甲烷為主的氣體，其特性與天然氣相似，可用作運輸車輛用燃料。目前生物燃氣的來源主要是垃圾掩埋場、生活污水和動物/農業廢棄物。根據製程類型，此種燃氣可分為：厭氧消化產生的、從垃圾掩埋場收集並經過處理，去除微量污染物的合成天然氣（SNG）。

### 實用性
CNG為全球超過500萬輛汽車提供動力，其中超過15萬輛位於美國。美國人的使用量正以頗快的速度增長。

### 環境分析
由於天然氣燃燒時排放的煙霧形成污染物比其他化石燃料為少，因此在改燃燒天然氣汽車的城市，空氣會變得更清潔。此種燃料廢氣中的二氧化碳會比汽油、柴油的減少15-25%。減少最大的是在各型卡車 - 中型、重型和輕型，以及垃圾車領域。
使用生物燃氣可減少高達88%的二氧化碳排放量。
天然氣和氫氣都比空氣輕，可混合使用。

## 核能和輻射熱發電

### 核子反應爐
核能發電是目的在透過受控核分裂，從原子核中取得能量的核技術。目前唯一的受控方法使用的是易分裂材料中的核分裂（一小部分能量來自隨後的放射性衰變）。使用核融合進行受控發電迄今尚在開發階段，但已是個相當活躍的研究領域。
核能發電通常使用核子反應爐來加熱水等流體介質，產生蒸汽壓力，再將蒸汽壓力轉換為機械功率，用來發電或在水中推進。如今世界上超過9%的電力由核能發電廠生產，並已建造160多艘核動力船舶 - 多數為潛艦，也有航空母艦及破冰船。

### 釷燃料發電
在近年，釷燃料發電也成為一活躍的研究領域。有許多科學家和研究人員參與，據報導，NASA戈達德太空研究所前所長詹姆斯·漢森教授表示："經過四十多年對氣候變化的研究，我很清楚世界正朝一個除非我們開發出足夠的能源來替代化石燃料，否則就會導致氣候災難的方向。更安全、更清潔、更便宜的核能可取代煤炭，是解決問題的重要關鍵，迫切需要開發。"釷在自然界中的含量是鈾的3-4倍，其礦石獨居石常見於水體沿岸的沙粒中。釷引起人們興趣的原因包括它比鈾更易開採。鈾礦埋藏在地下，對於參與開採的礦工來說非常危險，而釷是透過露天開採方式取得。澳大利亞、美國和印度等國家均有獨居石礦藏，其數量足以為地球提供長達數千年的電力。當釷作為鈾燃料的替代品，被證明會增加核子武器擴散風險（涉及技術上釷-232在反應爐中可轉化為鈾-233，核技術轉移而被濫用等），需要深層地質處置放射性廢料（例如半衰期超過20萬年的鎝-99），而釷燃料可提供較鈾燃料更長的反應時間，減少對燃料的依賴，同時也降低核廢料的數量。
有關實驗性和目前運行的釷燃料反應爐列表，請參閱釷燃料循環#釷燃料反應爐列表。

### 放射性同位素熱能發電機
此外，放射性同位素已在陸地和太空中用作替代燃料。由於盜竊同位素和設備損壞可能造成環境損害，它們在地球上的使用正在減少。放射性同位素於衰變時會產生熱能和電力，特別是在陽光較弱且有低溫問題的外行星探測器上能發揮作用 - 放射熱能發電機（RTGs）可利用放射性同位素衰變所釋放的熱能，透過熱電效應將熱能轉換為電能。

## 外部連結
- Alternative Fuels Data Center (U.S. DOE) （页面存档备份，存于）
- Alternative Fuels Information Centre (Victorian Government)
- Alternative Fuel Vehicle Training National Alternative Fuels Training Consortium, West Virginia University （页面存档备份，存于）

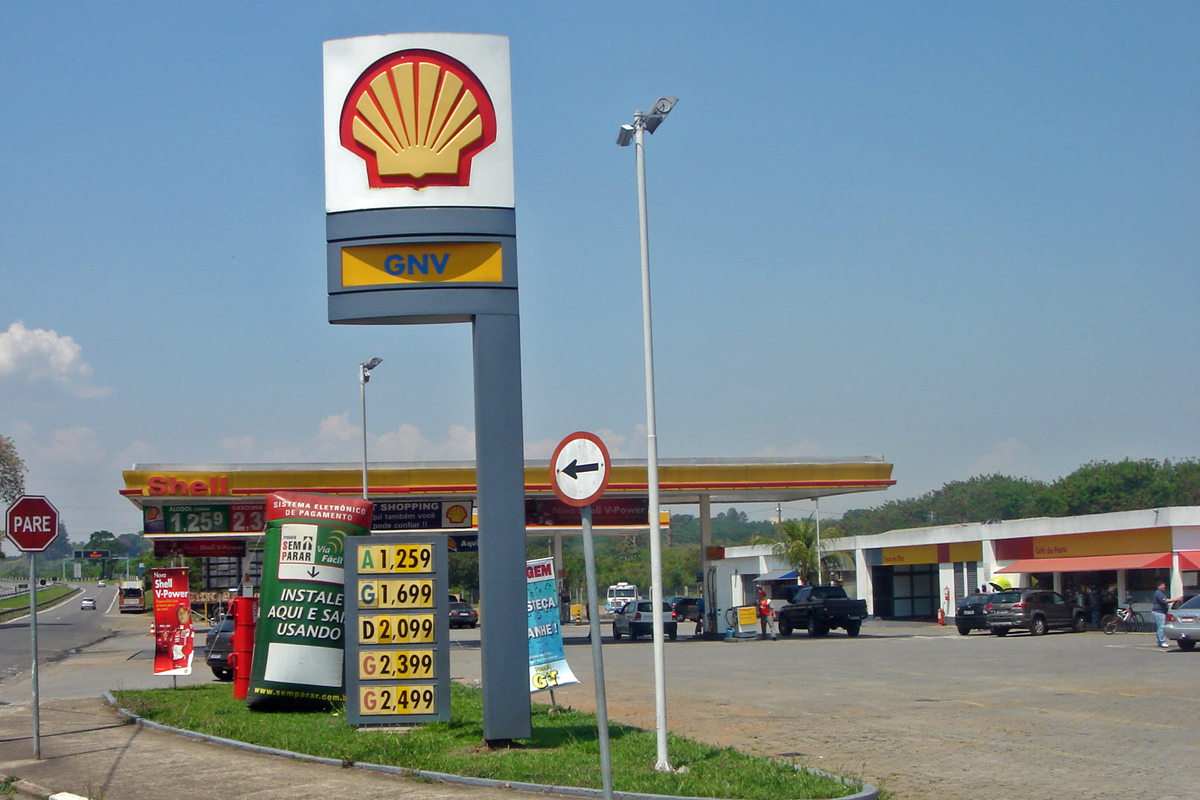
一間於巴西聖保羅州皮拉西卡巴的尋常加油站，提供四種替代燃料：生物柴油 (B3)、 乙醇汽油 (E25), 燃料乙醇(E100)和壓縮天然氣(CNG)。

- Clean Cities Program U.S. DOE program encouraging alternative fuel use （页面存档备份，存于）
- International Air Transport Association alternative aviation fuels 的存檔，存档日期2016-03-03.
- Alternative Fuel Stations Locator for United States （页面存档备份，存于）
- ScienceDaily – Alternative Fuel News （页面存档备份，存于）
- Student's Guide to Alternative Fuel (California Energy Commission)
- Sustainable Green Fleets, an EU-sponsored dissemination project for alternative fuels for fleets （页面存档备份，存于）
- Pop. Mechanics: Crunching the numbers on alternative fuels
- Alternative Fuels portal on WiserEarth （页面存档备份，存于）
- Alternative Clean Transportation Expo （页面存档备份，存于）
- Hydrogen Internal Combustion Engine Vehicles
- Student's Guide to Alternative Fuels 的存檔，存档日期2015-10-31.
- Green Revolution – The Future of Electric Cars （页面存档备份，存于）